# Manfred Kock

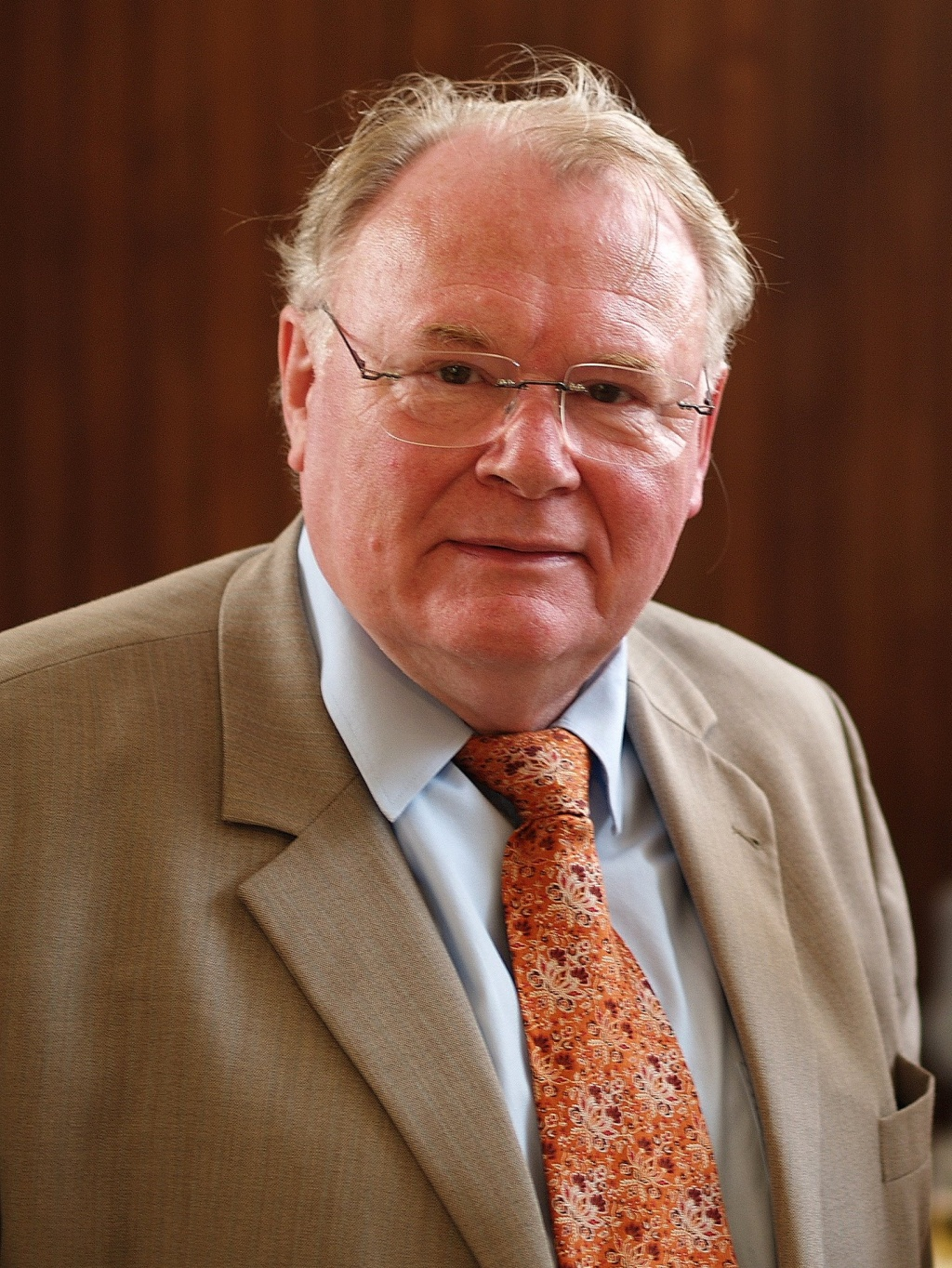
Manfred Kock 2005

Manfred Kock (* 14. September 1936 in Burgsteinfurt, Westfalen) ist ein deutscher evangelischer Theologe. Er war von 1997 bis 2003 Präses der Evangelischen Kirche im Rheinland und Vorsitzender des Rates der Evangelischen Kirche in Deutschland.

## Leben und Wirken
Nach Besuch des Gymnasium Arnoldinum in Burgsteinfurt studierte Kock an der Kirchlichen Hochschule Bethel in Bielefeld, an der Westfälischen Wilhelms-Universität Münster und an der Eberhard Karls Universität Tübingen Evangelische Theologie. Von 1961 bis 1962 war er wissenschaftlicher Assistent an der Kirchlichen Hochschule in Bethel. Nach dem Vikariat wurde er Pastor im Hilfsdienst in Recklinghausen-Süd, wo er eine erste Pfarrstelle in der Bergarbeitergemeinde Philipp Nicolai erhielt. Nebenberuflich gab er Religionsunterricht an einer kaufmännischen Berufsschule, an der Bergberufsschule und an einer Realschule.

### Wirken in Köln
Im Oktober 1970 wurde Manfred Kock zum ersten hauptamtlichen Jugendpfarrer des Evangelischen Stadtkirchenverbandes Köln mit 4 Kirchenkreisen und mehr als 60 Kirchengemeinden (mehr als 300.000 Gemeindeglieder) gewählt.
Ein besonderer Schwerpunkt der Arbeit wurde der Aufbau des Jugendpfarramtes als Ansprechpartner für die vielen Gemeinden in der Stadt und in den Landkreisen und deren haupt- und ehrenamtliche Mitarbeiter in der Jugendarbeit. So wurde das Amt erstmals Verhandlungspartner beispielsweise für die Städte und Kreise mit der evangelischen Kirche. Kock wurde unter anderem zum Mahner und Antragsteller für eine professionelle Drogenhilfe, die dann auch 1972 zur dauerhaften Einrichtung führte.
Im März 1974 gehörte er als „Manfred Kock, Jugendpfarrer, Köln“ zu den 77 Unterzeichnern eines umstrittenen Offenen Briefes (verfasst von Wolfgang Grell) an den nordrhein-westfälischen Justizminister Diether Posser. 
Am 5. Januar 1976 wurde Kock in die erste Pfarrstelle der Kölner Evangelischen Kirchengemeinde Bickendorf im Bezirk Bocklemünd eingeführt. Bocklemünd/Mengenich war einige Jahre vorher als Trabantenstadt für bald 12.000 Neubürger am nordwestlichen Stadtrand entstanden. Zusammen mit seiner Kollegin, Pfarrerin Renate Graffmann und in ökumenischer Partnerschaft mit der katholischen Pfarrei Christi Geburt unter Leitung von Monsignore Wilhelm Löhers wurde u. a. durch den Bau je eines Gemeindezentrums ein neues Stadtviertel belebt und geprägt.
Ab 1980 war er Superintendent des Kirchenkreises Köln-Nord und ab 1988 auch Stadtsuperintendent von Köln. Er entwickelte in dieser Zeit Modelle einer zeitgemäßen kirchlichen Öffentlichkeitsarbeit („Misch dich ein“-Kampagne). Manfred Kock war von Februar 1997 bis April 2003 Präses der Evangelischen Kirche im Rheinland. Das Amt des Präses entspricht dem eines Landesbischofs. Die Synode (das „Kirchenparlament“) der Evangelischen Kirche im Rheinland, mit 3,2 Millionen Mitgliedern die zweitgrößte von 24 evangelischen Landeskirchen in Deutschland, wählte Kock im Januar 1997 auf acht Jahre zum Nachfolger des verstorbenen Präses Peter Beier.
Nach dem Tod des früheren Oberbürgermeisters von Köln, Norbert Burger war er von 2012 bis September 2016 Vorsitzender des Partnerschaftsvereins Köln / Bethlehem.

### Wirken als EKD-Vorsitzender
Am 5. November 1997 wählte ihn die Synode der Evangelischen Kirche in Deutschland (EKD) mit 116 von 137 Stimmen auf ihrer Tagung in Wetzlar zum Vorsitzenden des Rates, des 15-köpfigen höchsten kirchenpolitischen Entscheidungsgremiums der EKD. Seine Wahl, mit der er Nachfolger des Badischen Landesbischofs Klaus Engelhardt wurde, galt allgemein als Überraschung. Es war schon damals mit der Wahl des Berliner Bischofs Wolfgang Huber gerechnet worden, der dann 2003 Kocks Nachfolger als Ratsvorsitzender wurde.
Manfred Kock nahm neben seinem Hauptamt als Präses und seiner ehrenamtlichen Tätigkeit als EKD-Ratsvorsitzender eine Reihe weiterer kirchlicher Ämter wahr, so war er von 1987 bis 1997 u. a. Mitglied der Synode der Evangelischen Kirche der Union (EKU), eines Zusammenschlusses von östlichen und westlichen Landeskirchen mit gemeinsamer Bekenntnistradition (sog. Altpreußische Union) und Vorsitzender einer Reihe kirchlicher Stiftungen (darunter Ev. Jerusalem-Stiftung, Kaiserin-Auguste-Victoria-Stiftung). Den Kuratoriumsvorsitz der ökumenischen Stiftung Bibel und Kultur musste er aus Altersgründen (75 Jahre) im Jahr 2011 abgeben. Er ist Ehrenmitglied des Johanniterordens.
Wichtige Ziele seiner kirchenpolitischen Arbeit waren unter anderen: die Reform der kirchlichen Strukturen, die Umsetzung des missionarischen Auftrags der Kirche in der modernen Gesellschaft, auch durch die Nutzung der neueren Kommunikations-Medien, sowie die Gestaltung der Zukunft des Protestantismus in Europa.
Zu weiteren Anliegen zählten die Fortsetzung und Vertiefung des ökumenischen Dialogs insbesondere mit der katholischen Kirche und des Gesprächs mit den Kirchen in Europa. Kock hat sich in Fragen der Bioethik mit Hinweis auf das biblische Menschenbild eindeutig für den Schutz des werdenden Lebens zum frühesten Zeitpunkt positioniert. In der Diskussion um die Sterbehilfe hat er vor einer entmenschlichenden Entwicklung im Umgang mit alten und sterbenskranken Menschen gewarnt. Auch im Blick auf die Medienethik beschäftigen ihn Fragen der Menschenwürde beispielsweise im Zusammenhang mit sogenannten Reality-TV-Produktionen. Sein besonderes Interesse galt dem Verhältnis von Kirche und Kunst.
Manfred Kock gilt als Prediger, der die seelsorgerliche und die soziale Dimension der biblischen Botschaft in den Dialog mit den politischen Kräften und den gesellschaftlichen Gruppen Deutschlands einbringt. Die evangelische Kirche wollte er für suchende und zweifelnde Menschen offen halten, und er suchte immer wieder nach einer Sprache, mittels derer der christliche Glauben die Menschen von heute erreichen kann.
Kock ist seit 1962 mit der Lehrerin Gisela Kock, Tochter von Alfred Stephany, verheiratet. Das Ehepaar hat drei Kinder, sechs Enkel und wohnt in Köln.

## Ehrungen
- 2002: Bundespräsident Johannes Rau verlieh ihm das Große Bundesverdienstkreuz mit Stern und Schulterband.[1]
- 2003: die Arbeitsgemeinschaft der Evangelischen Jugend in Deutschland e. V. (aej) würdigte ihn mit dem Goldenen Kugelkreuz für sein Engagement um die Evangelische Jugendarbeit.
- 2007: Ministerpräsident Jürgen Rüttgers zeichnete ihn mit dem Verdienstorden des Landes Nordrhein-Westfalen aus.[2]